# Temporada do Football Club Internazionale Milano de 2008–09
A temporada 2008–09 da Internazionale foi a 100ª na história do clube e a 93ª consecutiva na Série A do Campeonato Italiano, sagrando-se campeã nacional pela 17ª vez em sua história e a terceira de forma consecutiva, terminando com 10 pontos de vantagem sobre Juventus e Milan. Treinados pelo português José Mourinho, os Nerazzurri tiveram o melhor ataque (70 gols, empatado com o Milan) e a melhor defesa da Série A (32 gols sofridos).
Nas demais competições, ficou sem a taça: na Supercopa da Itália, venceu a Roma nos pênaltis após empate por 2 a 2 e foi surpreendida nas semifinais da Coppa Italia pela Sampdoria, que venceu por 3 a 0. Caiu também nas oitavas-de-final da UEFA Champions League pelo Manchester United após um empate sem gols no primeiro jogo e uma derrota por 2 a 0 na Inglaterra. Zlatan Ibrahimović foi o artilheiro da Série A, com 25 gols (em todas as competições, o sueco balançou as redes 29 vezes).
Foi a primeira temporada como profissional do lateral-esquerdo Davide Santon e também marcou a despedida de Luís Figo após 20 anos de carreira profissional - especulava-se que seria uma despedida do futebol europeu e que o meio-campista afirmou que uma proposta do exterior o faria repensar a aposentadoria.

## Uniforme
Fornecedor:
- Nike

Patrocinadores principais:
- Pirelli

| 1º | 2º | Uniforme alternativo |

## Resultados
- UEFA Champions League: eliminada nas oitavas-de-final pelo Manchester United
- Série A: campeã
- Copa da Itália: eliminada na semifinal pela Sampdoria
- Supercopa da Itália: campeã

## Jogadores

### Elenco
Legenda
- : Capitão
- : Prata da casa (Jogador da base)
- : Jogador lesionado

## Transferências

### Entradas
Total gasto com transferências:  €46.6 milhões

### Saídas
Total com vendas: Predefinição:Gain €0

## Artilheiros
| Artilheiros        | Posição          | Gol |
| ------------------ | ---------------- | --- |
| Zlatan Ibrahimović | Atacante         | 29  |
| Mario Balotelli    | Atacante         | 10  |
| Adriano            | Atacante         | 7   |
| Esteban Cambiasso  | Volante          | 5   |
| Sulley Muntari     | Meio-campista    | 5   |
| Dejan Stanković    | Meio-campista    | 5   |
| Maicon             | Lateral-direito  | 5   |
| Julio Cruz         | Atacante         | 3   |
| Iván Córdoba       | Zagueiro         | 2   |
| Hernán Crespo      | Atacante         | 2   |
| Maxwell            | Lateral-esquerdo | 1   |
| Walter Samuel      | Zagueiro         | 1   |
| Patrick Vieira     | Volante          | 1   |
| Nicolás Burdisso   | Zagueiro         | 1   |
| Luís Figo          | Meio-campista    | 1   |
| Mancini            | Meio-campista    | 1   |
| Ricardo Quaresma   | Meio-campista    | 1   |
| Victor Obinna      | Atacante         | 1   |
| Marco Materazzi    | Zagueiro         | 1   |